# Родригеш, Вашку да Гама
Вашку да Гама Кризоштому Андраде Родригеш (порт. Vasco da Gama Crisóstomo Andrade Rodrigues, 27 января 1909, Паул-ду-Мар, Мадейра — 3 мая 1991, Лиссабон) — португальский поэт.

## Биография

### Ранние годы и гражданская карьера
Вашку да Гама Родригеш родился 27 января 1909 года в районе Паул-ду-Мар в португальском муниципалитете Кальета на Мадейре.
Учился в Лисеу-ду-Фуншал. В юности перебрался в Мозамбик, но затем вернулся в Португалию, где поступил на государственную службу. Работал в туристической инспекции Лиссабона. 

### Литературная деятельность
В то же время начал заниматься поэзией. Сначала публиковался в ежедневных газетах и литературных журналах.
Был автором трёх поэтических книг. Первую из них — Os Atlantes («Атланты») — опубликовал в 1961 году. В её основе — миф об Атлантиде и история Португалии.
Вышедший в 1972 году сборник As Três Tacas («Три Кубка») пронизан христианскими мотивами, он рассказывает об истории и духовной миссии Запада, о судьбе человечества.
Третья и последняя книга O Cristo das Nações («Христос народов») вышла уже после смерти Родригеша в 1995 году. Она посвящена христианскому пути Португалии и человечества.
Умер 3 мая 1991 года в Лиссабоне.

## Библиография

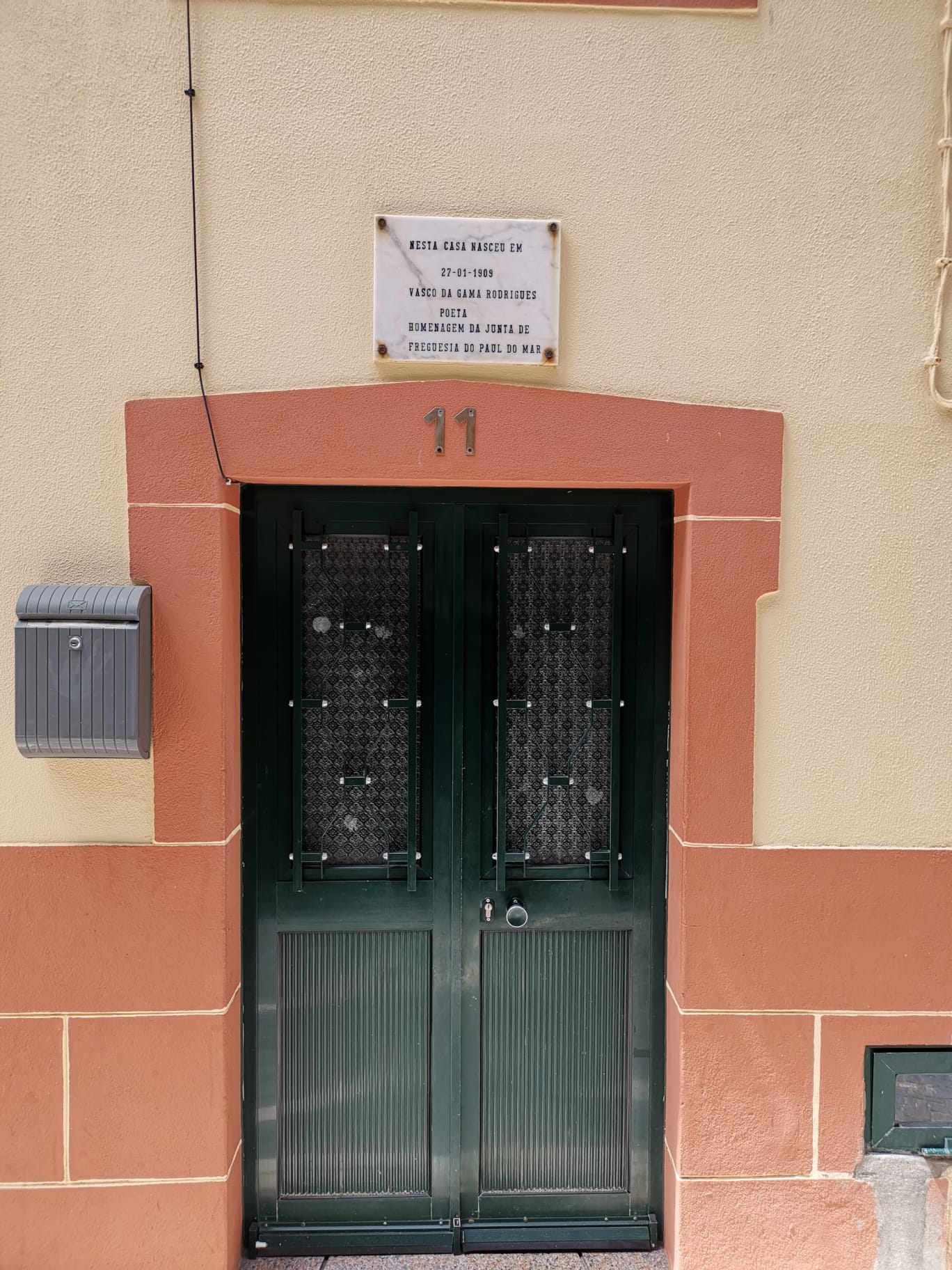
Мемориальная доска на доме в Паул-ду-Маре, где Родригеш провёл детство

## Память
В 2001 году в Лиссабоне именем Родригеша названа улица в районе Санта-Мария-дуз-Оливайш.
В 2009 году в Паул-ду-Маре именем Родригеша названа школа. На доме, где поэт провёл детство, установлена мемориальная доска.